# Accidente ferroviario de Szczekociny de 2012
El Accidente ferroviario de Szczekociny de 2012 fue un siniestro ocurrido en Polonia el 3 de marzo de 2012 al colisionar de frente dos trenes que se encontraron en la misma vía en Szczekociny, en el sur del país. Dejó 16 muertos y al menos 58 heridos.
Este accidente de tren es uno de los más graves de Europa desde 2002.
El más grave, con 46 fallecidos y 135 heridos, entre ellos 75 niños, se produjo el 23 de enero de 2006, al descarrilar un tren cerca de Podgorica (Montenegro).
El último con víctimas mortales ocurrió el 1 de noviembre de 2011 cerca de Novie Aneni (Moldavia) con 8 personas muertas y 20 heridas, al colisionar un tren y un microbús.

## Causas del accidente
La colisión se ha producido por el choque de un tren que comunicaba Varsovia con Cracovia con otro convoy que ya se encontraba en la vía. La fiscalía ha abierto diligencias contra el regulador de tráfico por posible error humano e intentar falsificar el parte de guardia.

## Respuesta a la emergencia
A la escena del accidente se han trasladado 19 ambulancias, Todo lo que tenemos, lamentó el director del Servicio de Emergencias Regional, Artur Borowicz. Dos helicópteros fueron enviados desde Varsovia y la localidad de Wroclaw para el traslado de heridos. En las operaciones de rescate participaron 450 bomberos y más de un centenar de policías, aunque los primeros en asistir a los heridos fueron varios vecinos al lugar del accidente.
El ministro de Transportes de Polonia, Slawomir Nowak, considera este accidente como Uno de los peores siniestros ferroviarios de los últimos años. En declaraciones a la televisión polaca TVN24, Nowak ha sostenido que aún se desconocen las causas de la colisión.
Los pasajeros ilesos fueron alojados en una escuela cercana al lugar del siniestro y posteriormente se les trasladó en autobús a Cracovia.

## Galería
|                                                |
| Estado de los vehículos después del accidente. |

|                                                                |
| Campañas de búsqueda de personas llevado a cabo el 4 de marzo. |

|                                              |
| Operación de rescate, el 4 de marzo de 2012. |